# Generation X (film)
Generation X is een televisiefilm uit 1996, gebaseerd op de Generation X strips van Marvel Comics. De film werd geregisseerd door Jack Sholder, en hoofdrollen waren onder anderen voor Amarilis Savón, Finola Hughes en Heather McComb.
De film werd geproduceerd door Fox Broadcasting Company, en werd voor het eerst uitgezonden door Fox Network op 20 februari 1996.

## Verhaal
De film draait om jonge mutanten, mensen geboren met superkrachten. Bekende Marvel helden als Emma Frost, Banshee, Skin, M, Jubilee en Mondo. Samen met nieuwkomers Buff en Refrax moeten ze het opnemen tegen een gestoorde geleerde genaamd Russell Tresh, die werkt aan een machine die hem psychische krachten zal geven.
De film begint met Emma Frost, die werk aan de “droommachine”, die de geest manipuleert en iemand telepathische krachten kan geven. Ze is niet de enige die in deze techniek is geïnteresseerd. De wetenschapper Russell Tresh heeft er ook zijn zinnen op gezet. De machine werkt enkel op mensen met het X-gen. Daarom wil Russell dit gen uit een mutant halen. Emma ontdekt dit, en weet hem tegen te houden.
Vijf jaar later runt Emma, samen met Sean Cassidy (Banshee) Xaviers school voor mutanten, waar ze jonge mutanten leert met hun krachten om te gaan. In een speelhal ontdekt de jonge Jubillee dat ze een mutant is wanneer er opeens lichtflitsen uit haar vingers komen. Ze wordt gearresteerd omdat ze een niet geregistreerde mutant is. Emma en Sean bevrijden haar en brengen haar naar de school.
Op de school ontmoet Jubillee haar medestudenten Skin, Monet (M), Mondo, Buff en Refrax. Alle vijf blijken naast problemen met hun krachten, ook de “normale” tienerproblemen te hebben. Buff is bijvoorbeeld bang voor haar krachten. Gedurende een excursie naar de stad wordt Skin verliefd op Kalya, een van de stadsmeisjes, wat bijna tot een gevecht tussen de stadsjongeren en de mutanten leidt. Hierdoor leren de zes wel samen te werken.
Ondertussen hebben Skin en Jubillee Emma’s droommachine ontdekt, en besluiten hem uit te testen. In de droomwereld komt Skin Russell tegen, die nog altijd het X-Gen wil en wraak wil op Emma voor wat zij hem heeft aangedaan. Het komt tot een gevecht in de droomwereld, waarbij de mutanten nauw moeten samenwerken. Russells lichaam wordt gescheiden van zijn geest, en hij belandt in een psychiatrische inrichting.
De film eindigt hier. Er stond ook nog een televisieserie gepland, die verder zou gaan waar de film ophield en enkele van de plots uit de film verder zou uitwerken (zoals de relatie tussen Skin en Kalya).

## Cast
| Acteur             | Personage              | Opmerkingen                        |
| ------------------ | ---------------------- | ---------------------------------- |
| Amarilis Savón     | Monet St. Croix/M      |                                    |
| Suzanne Davis      | Arlee Hicks/Buff       | een personage bedacht voor de film |
| Matt Frewer        | Russel Tresh           | een personage bedacht voor de film |
| Finola Hughes      | Emma Frost/White Queen |                                    |
| Heather McComb     | Jubilation Lee/Jubilee |                                    |
| Jeremy Ratchford   | Sean Cassidy/Banshee   |                                    |
| Bumper Robinson    | Mondo                  |                                    |
| Augustin Rodriguez | Angelo Espinosa/Skin   |                                    |
| Randall Slavin     | Kurt Pastorius/Refrax  | een personage bedacht voor de film |

## Achtergrond
De film werd negatief ontvangen door de fans. Vooral de manier waarop Jubilee werd neergezet, als een niet Aziatisch persoon, was een punt van kritiek.
De film zou het begin moeten zijn van een serie over Generation X. Deze is uiteindelijk niet gemaakt vanwege de slechte kritieken.

## Trivia
- De reden dat Generation X leden Chamber en Husk niet voorkwamen in de film was omdat het budget te laag was voor de speciale effecten die nodig zouden zijn voor hun superkrachten.